# 分形维数
在分形几何中，分数维D（即分形维数）是一个描述一个分形对空间填充程度统计量。分数维没有统一的定义。主要的分数维定义方法有豪斯多夫维数、计盒维数和分配维数等。

## 公式
{\displaystyle D={{\log N} \over {\log {1 \over r}}}}